# Edward Materski
Edward Henryk Materski (Vilna, Polonia, 6 de enero de 1923-Radom, Polonia, 24 de marzo de 2012) es un clérigo católico polaco que fue obispo auxiliar de Kielce entre 1968 y 1981, obispo diocesano de Sandomierz entre 1981 y 1992, obispo diocesano de Radom entre 1992 y 1999 y, desde 1999, obispo emérito de Radom.

## Biografía

### Primeros años
Nació en Vilna el 6 de enero de 1923. Nació en el seno de una familia intelectual polaca, siendo hijo de Ignacy Materski y Maria Filutowska y el segundo de tres hermanos, siendo sus hermanas Irką y Teresą. Tras la muerte de su padre en 1932, se trasladó a Varsovia con su madre y sus hermanas, donde asistió a la Escuela secundaria Wojciech Górski. Allí moriría poco tiempo después su hermana Irką, la cual padecía una enfermedad cardíaca.

### Ocupación alemana
Terminó la educación secundaria en 1940. Ese año los alemanes, que ocupaban el país, cerraron el colegio y Materski debió finalizar sus estudios en secreto. Para evitar ser deportado a trabajos forzados, trabajó en el depósito farmacéutico de la Cruz Roja Polaca. Ingresó al seminario ese mismo año, donde tomó clases de forma oculta en el monasterio jesuita de la calle Rakowiecka en Varsovia.
En 1942 se fue a Kielce para terminar con el mismo, ya que ese año el rector Jan Jaroszewicz admitió nuevos estudiantes. Mientras estudiaba allí participó del alzamiento de Varsovia, jurando lealtad al Ejército Nacional como capellán y celebrando misa entre los combatientes. Fue hecho prisionero y llevado al campamento de Pruszków, pero en el camino fue liberado por un guardia alemán, tras lo cual se marchó a Kielce.

### Bajo el gobierno comunista
Fue ordenado sacerdote en la catedral de Kielce el 20 de abril de 1947 por el obispo Czesław Kaczmarek y luego enviado a la parroquia de Chmielnik donde enseñó religión en una escuela primaria. En septiembre de 1951 fue acusado de realizar actividades hostiles contra el gobierno, por lo que fue removido de su cargo.
Entre 1951 y 1953 estudió en la Facultad de Teología de la Universidad de Varsovia, donde obtuvo su maestría. Recibió su doctorado en 1955 en la Academia de Teología Católica de Varsovia, tras lo cual fue profesor catequista en el Seminario Teológico Superior de Kielce. Ese mismo año defendió su tesis doctoral e impartió clases en la Universidad Católica de Lublin. Dictó clases en dicha universidad de forma regular entre 1966 y 1988.
Durante su estancia en Varsovia, fue nombrado secretario del obispo de Kielce, Czesław Kaczmarek, al cual visitó en la prisión de Mokotów y en el campo de internamiento de Rywałd. En 1957 comenzó a dictar cursos de verano para catequistas.

### Episcopado

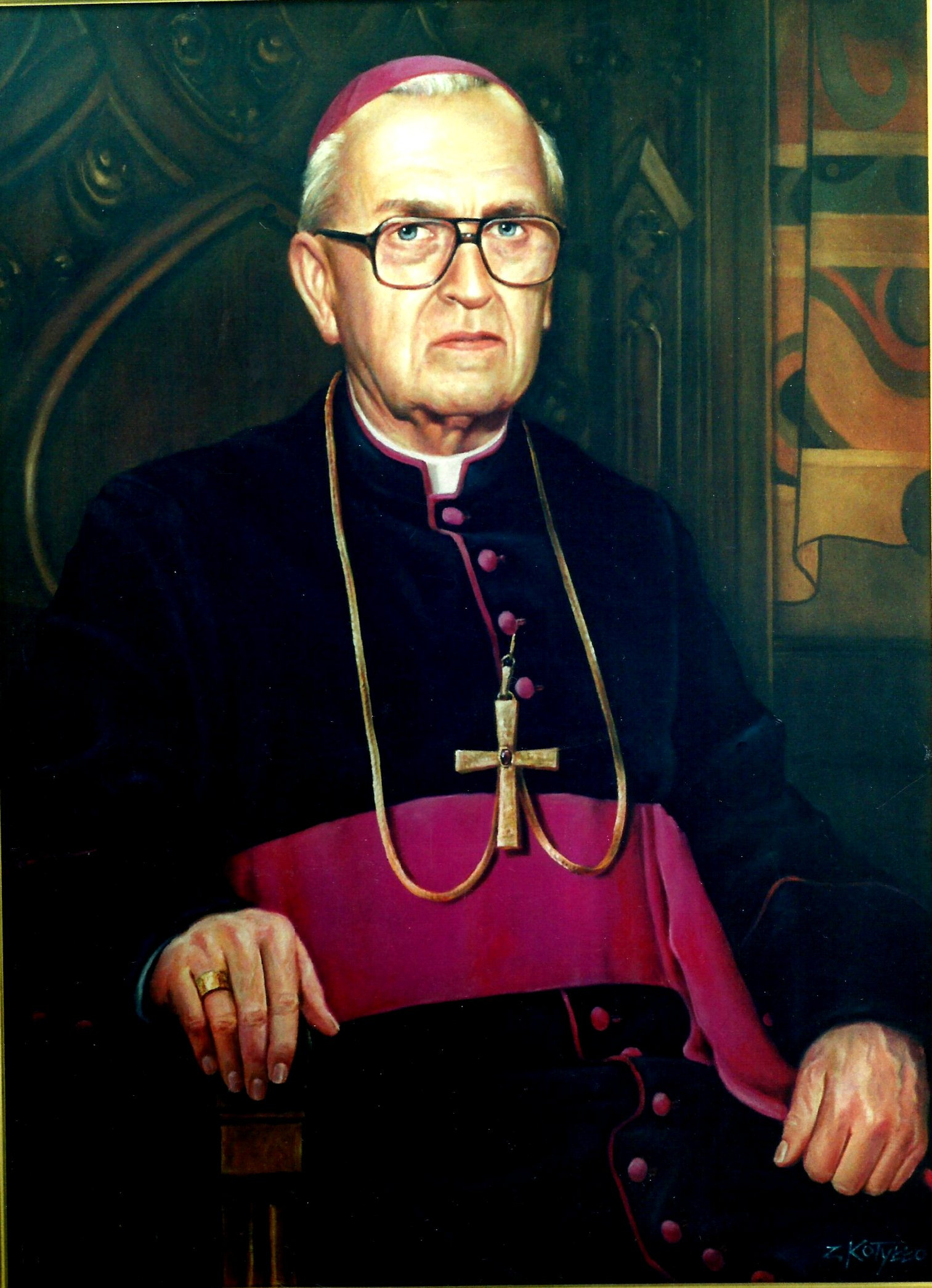
Edward Materski por el artista Zbigniew Kotyłło

El 29 de octubre de 1968, el papa Pablo VI lo nombró obispo auxiliar de la diócesis de Kielce y obispo titular de Aquae Sirenses. Fue ordenado el 22 de diciembre por el cardenal y arzobispo de Gniezno, Stefan Wyszyński, asistido por el obispo diocesano de Kielce, Jan Jaroszewicz, y el obispo titular de Zoara, Wacław Skomorucha.
El 28 de marzo de 1981, el papa Juan Pablo II lo nombró obispo de la diócesis de Sandomierz, la cual fue renombrada el 28 de marzo de dicho año como «diócesis de Sandomierz-Radom». Adoptando el lema diocesano Veni, Domine Iesu («ven, señor Jesús»). A partir de entonces, las oficinas funcionaron tanto en Sandomierz como Radom. Por iniciativa del nuevo obispo, la iglesia de la Protección de la Santísima Virgen María fue elevada a catedral. Tuvo su ingressus en la catedral de Sandomierz el 11 de abril de 1981.

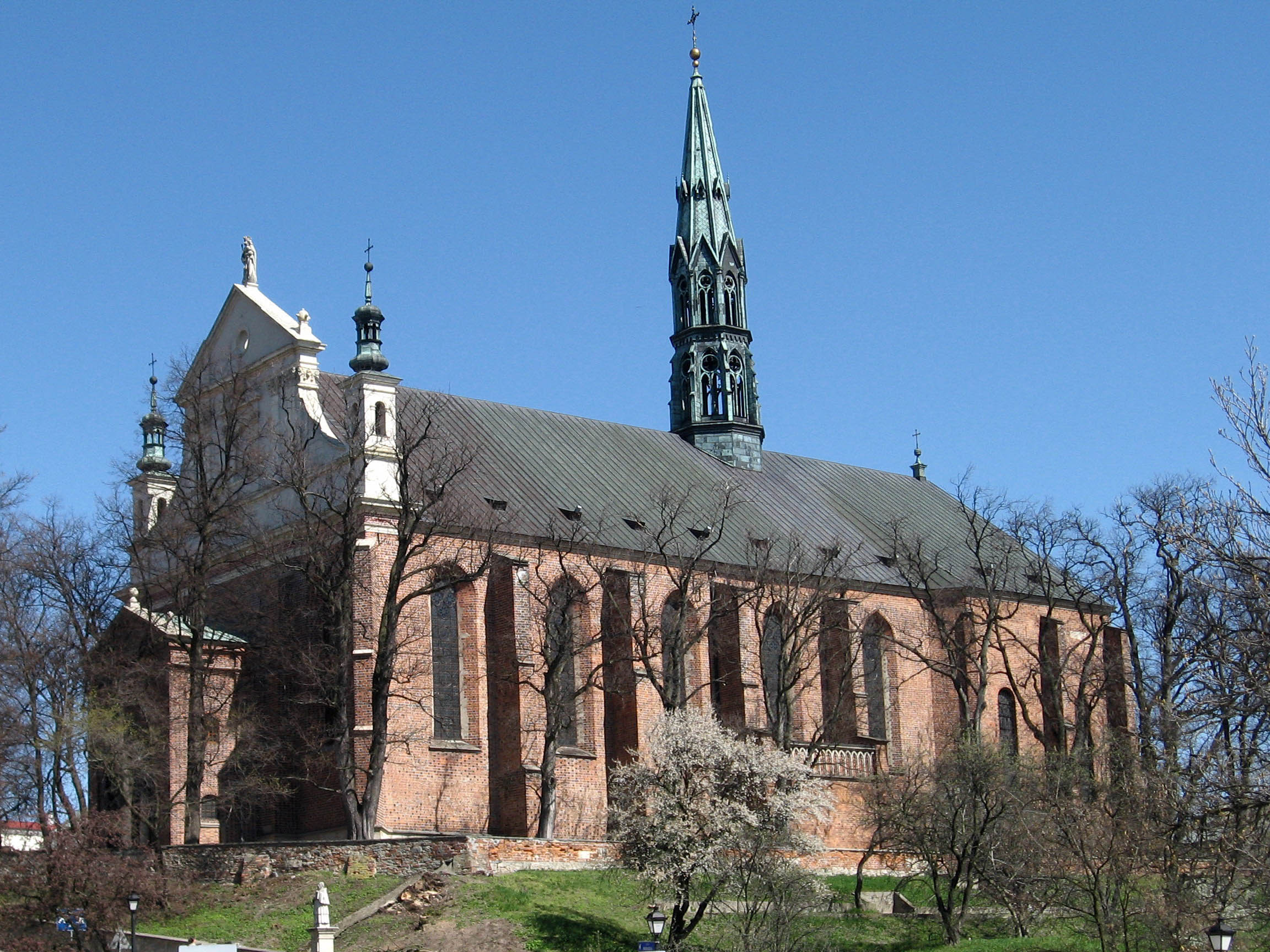
Catedral basílica de la Natividad de la Santísima Virgen María, sede episcopal de la diócesis de Sandomierz

Desde su nueva posición se encargó de difundir el culto a San Casimiro el Príncipe, que fue proclamado santo patrono de la ciudad por el papa. En Skarżysko-Kamienna estableció un santuario a Nuestra Señora de la Misericordia. Gracias a sus esfuerzos, se hizo posible que el 4 de junio de 1991 Juan Pablo II visite Radom. El papa celebró una misa en el aeropuerto, bendijo el edificio del nuevo Seminario Teológico Superior, visitó la catedral de Radom y se detuvo a rezar en el monumento a los heridos de la protesta de los trabajadores de junio de 1976.
Como parte de un proceso de reorganización de las diócesis en Polonia, fue trasladado el 25 de marzo de 1992 a la recién creada diócesis de Radom. Ocupó este cargo hasta el 28 de junio de 1999, cuando fue nombrado obispo emérito y liberado de sus responsabilidades diocesanas.
Durante su ministerio pastoral erigió 135 nuevas parroquias. También se llevó a cabo la construcción del edificio del Seminario Teológico Superior en Radom, se creó Radio Ave (hoy Radio Plus), el semanario diocesano Ave y una imprenta. Además se fundó el Instituto Teológico de Radom, que en sus inicios estaba afiliado a la Universidad Católica de Lublin. Ordenó la preparación de los materiales necesarios para la beatificación de cinco sacerdotes mártires durante la ocupación alemana. La cual se llevó a cabo el 13 de junio de 1999.
El 6 de enero de 1998 cumplió 75 años, notificando a la Santa Sede su disposición a retirarse. El 21 de agosto de 1999, entregó el cuidado pastoral canónico de la diócesis de Radom al obispo Jan Chrapek.

### Otras acciones
Además fue presidente de la Comisión Episcopal para la Educación Católica, del Comité de Vocaciones y miembro del Comité de la Universidad Católica de Lublin. Estuvo involucrado en brindar ayuda durante la ley marcial y fue miembro extraordinario de la Asociación Mundial de Soldados del Ejército Nacional. Hasta su muerte, fue el tutor del Departamento de Catequesis de la Curia de la Diócesis de Radom.

### Últimos años
Se le concedió la ciudadanía honoraria de Radom en 1996, de Skarżysko-Kamienna en 1997 y Chmielnik en 2001. El 26 de julio de 2007, el presidente de Polonia, Lech Kaczyński, lo condecoró con la cruz de comendador de la Orden Polonia Restituta.
En los últimos años de su vida sufrió tres ataques cardíacos, aunque continuó visitando parroquias y realizando su servicio sacerdotal. El 19 de febrero de 2012 se sometió a una operación quirúrgica mayor. Después de unas semanas, su salud se deterioró drásticamente, muriendo el 24 de marzo en el Hospital Provincial de Especialistas de Radom. El 29 de marzo se celebró una misa fúnebre en la catedral de Radom, tras la cual fue enterrado en el cementerio de la calle Limanowskiego de dicha ciudad.